# Gare de Sennecey-le-Grand
La gare de Sennecey-le-Grand est une gare ferroviaire française de la ligne de Paris-Lyon à Marseille-Saint-Charles, située sur le territoire de la commune de Sennecey-le-Grand, dans le département de Saône-et-Loire, en région Bourgogne-Franche-Comté.
Elle est mise en service en 1854 par la Compagnie du chemin de fer de Paris à Lyon (PL). C'est une halte voyageurs de la Société nationale des chemins de fer français (SNCF) du réseau TER Bourgogne-Franche-Comté, desservie par des trains express régionaux. Elle assure le service du fret.

## Situation ferroviaire
Établie à 201 mètres d'altitude, la gare de Sennecey-le-Grand est située au point kilométrique (PK) 398,543 de la ligne de Paris-Lyon à Marseille-Saint-Charles, entre les gares ouvertes de Chalon-sur-Saône et de Tournus.

## Histoire

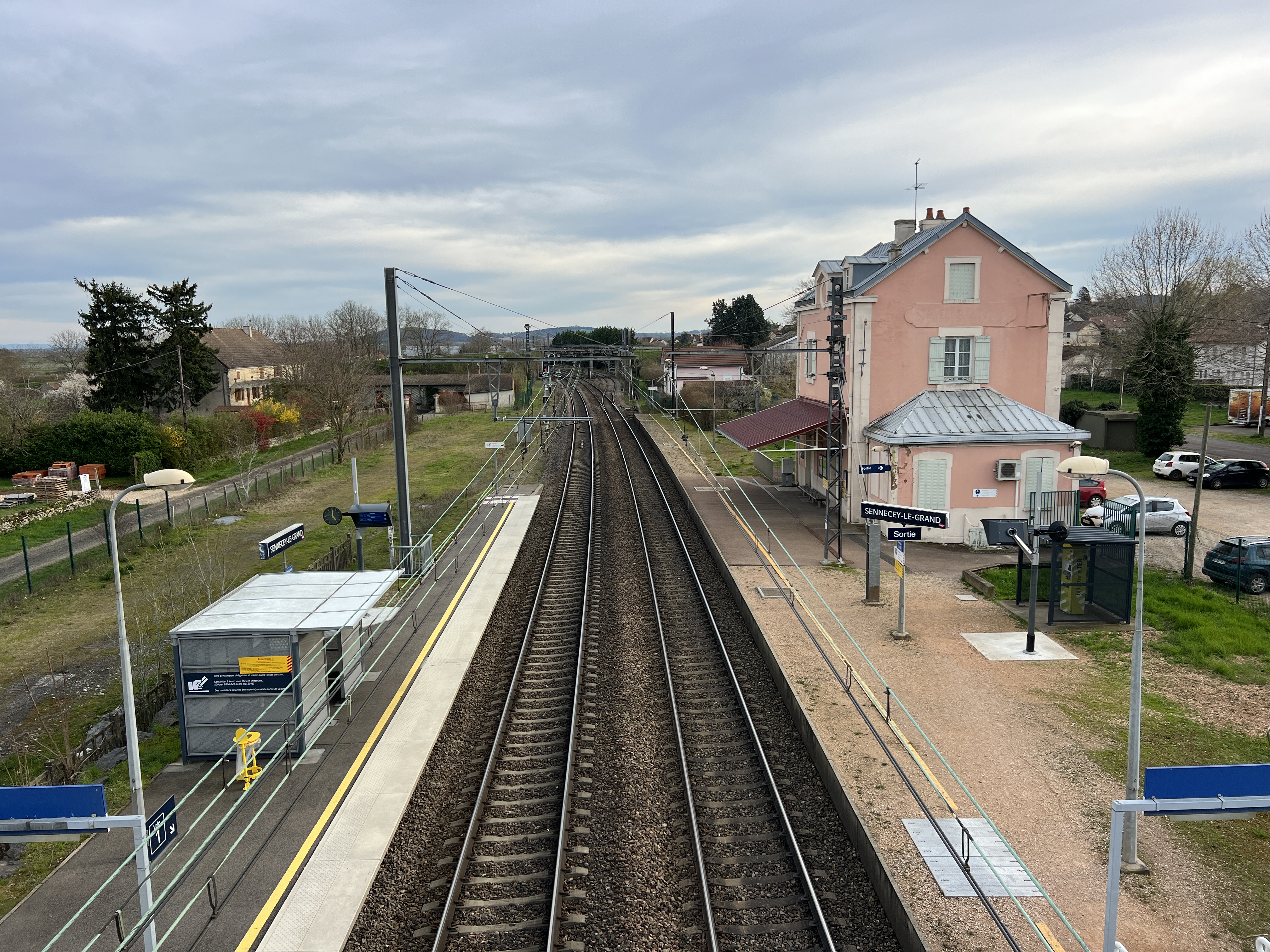
Vue depuis la passerelle.

La « station de Sennecey » est mise en service le 10 juillet 1854 par la Compagnie du chemin de fer de Paris à Lyon (PL), lorsqu'elle ouvre à l'exploitation la section de Chalon (Saint-Côme) à Lyon (Vaise), de sa ligne de Paris à Lyon. Elle devient une gare de la Compagnie des chemins de fer de Paris à Lyon et à la Méditerranée en 1857.

## Service des voyageurs

### Accueil
Halte SNCF, c'est un point d'arrêt non géré (PANG) à accès libre.

### Desserte
Sennecey-le-Grand est une halte voyageurs du réseau TER Bourgogne-Franche-Comté, desservie par des trains express régionaux de la relation Dijon-Ville - Mâcon-Ville.

### Intermodalité
Le stationnement des véhicules est possible à proximité de l'ancien bâtiment voyageurs.

## Service des marchandises
Cette gare est ouverte au service du fret (train massif seulement).